# Merocoremia
Merocoremia is een kevergeslacht uit de familie van de boktorren (Cerambycidae). De wetenschappelijke naam van het geslacht werd voor het eerst geldig gepubliceerd in 1994 door Marques.

## Soorten
Merocoremia is monotypisch en omvat slechts de volgende soort:
- Merocoremia monnei Marques, 1994